# (18579) Duongtuyenvu
(18579) Duongtuyenvu est un astéroïde de la ceinture principale.

## Description
(18579) Duongtuyenvu est un astéroïde de la ceinture principale. Il fut découvert le 5 décembre 1997 à Caussols par le projet ODAS. Il présente une orbite caractérisée par un demi-grand axe de 2,60 UA, une excentricité de 0,15 et une inclinaison de 0,8° par rapport à l'écliptique.

## Compléments